# 鈴木正 (実業家)
鈴木 正（すずき ただし、1941年8月21日 - ）は、日本の経営者。ヤクルト常務、東京ヤクルトスワローズ球団社長を務めた。

## 来歴・人物
栃木県出身。1964年に宇都宮大学農学部を卒業し、同年1月にヤクルト本社に入社した。1989年4月に情報システム部長に就任し、総務部長、九州支店長、取締役を経て、2000年10月に常務に就任した。
2007年3月から2011年6月までに東京ヤクルトスワローズ球団社長を務めた。